# Jürgen Lenz (Schriftsteller)
Jürgen Lenz (* 22. November 1916 in Königsberg; † 31. August 1990 in Heide) war ein deutscher Schriftsteller und Journalist.

## Leben
Lenz war der Sohn eines Arztes. Nach der Schulzeit war er bis zum Ausbruch des Zweiten Weltkrieges Seefahrer bei der Handelsmarine. Dann nahm er als Soldat am Ersten Weltkrieg teil. Für die nächsten Jahre liegen bis auf die Teilnahme am Zweiten Weltkrieg als Soldat der Wehrmacht  keine Informationen vor.
Nach 1945 arbeitete Lenz als Journalist in Hamburg vornehmlich für Zeitschriften der jungen Generation, wie Der Ruf, Die Zukunft und Die Umschau. Internationale Revue. 1948 erschien sein erstes Buch, der Kriegsroman g.v. garnisonsverwendungsfähig Heimat. Von 1948 bis 1949 wirkte er als Redakteur am Berliner Rundfunk, danach als freischaffender Schriftsteller in Ost-Berlin. Bis 1983 wohnte er in Eichwalde bei Berlin. Er und seine Frau Ursula kehrten 1984 von einem Besuch in Meldorf, dem Wohnort der 85-jährigen Mutter von Ursula Lenz, nicht mehr zurück und nahmen 1986 ihren Wohnsitz in Heide (Schleswig-Holstein).
Jürgen Lenz war befreundet mit Max Brod, Herbert Ziergiebel, Gerhard Stübe, Ralph Giordano, Fred Wander und Maxi Wander, Berta Waterstradt,  Elisabeth Shaw, Walter Kaufmann.
„g.v.Heimat“ nannte der Verlag „eine Landser-Biografie“. Jürgen Lenz selbst schrieb dazu: „...Aber das Leben ist seltsam. Nach der Kapitulation erholte es sich rasch. Es ist vergesslich. Und die Vergesslichkeit ist eine Todsünde, die deutsche Erbsünde. Darum schrieb ich nieder, was wir an Niederträchtigkeiten, Würdelosigkeiten und Grausamkeiten vollzogen und ertrugen. Ich musste nichts erfinden, denn das, was mit uns und in uns geschah, ist schlimmer gewesen als jede Phantasie ersinnen konnte. So entstand mein Landser-Bericht. Ich wählte den Titel „gvH“, weil sich in den Kasernen unter dieser Formel unsere fragwürdige Hoffnung auf das Leben verbarg. „Kv“ war das Todersurteil... Das Buch soll zeigen, wie es in Zukunft niemals mehr sein darf...“
Ein Ausschnitt aus einer Besprechung zu „g.v.Heimat“ von Manfred Hausmann im Radio Bremen am 5.5.48: „So ist das Buch nützlich und gefährlich zugleich. Nützlich, weil es darlegt, in welches Dickicht menschlicher Verwirrung die Verherrlichung des Krieges führt. Gefährlich, weil es im letzten Grund kein Buch gegen den Krieg an sich ist, sondern ein Buch der Enttäuschung über die Niederlage, daher hat es mehr einen dokumentarischen als eigenschöpferischen Wert...“
Weithin bekannt wurden seine in packendem Reporterstil geschriebenen Romane, in denen sich farbige Exotik mit der Schilderung gesellschaftlicher Vorgänge verbindet. Für seine Reportage Die See kommt dwars (1954), die Schilderung einer Nordmeerfahrt, erhielt er 1956 den Literaturpreis des FDGB. In dem Roman Kapitäne bleiben an Bord (1956, als Film 1958) werden die dramatischen Folgen aus dem Handeln eines ehrgeizigen Kapitäns dargestellt. In Kein Pass für Rio (1966) schildert er die Abenteuer eines westdeutschen Seemannes, der in dunkle Geschäfte (Menschenhandel) verwickelt wird.
Lenz war zweimal verheiratet und Vater von vier Kindern.
Aus Anlass des 100. Geburtstags des Rostocker Schriftstellers Gerhard Stübe wurde im Schifffahrtsmuseum auf dem Traditionsschiff vom 14. Juli bis zum 9. Oktober 2022 die Kabinett-Ausstellung Kapitäne bleiben an Bord. Die Schriftsteller Gerhard Stübe und Jürgen Lenz! gezeigt.

## Veröffentlichungen
- g.v. Heimat (1948, Roman, Phönix-Verlag Christen & Co. Hamburg)
- Am Kai von Bahia (1952, Roman, neue Fassung 1956)
- Die See kommt dwars (1954, Reportage)
- Ein Schiff lief aus (1955, Roman)
- Kapitäne bleiben an Bord (1956, Roman)
- Ostseestrand (1956, Bildband zusammen mit Heinz und Angela Unzner)
- Reise, reise, Seemann (1959, Reportage)
- Der Atlantik schweigt nicht (1961, Roman über den Untergang der „Pamir“)
- Ungarn (1962, Reportage, mit Fotos)
- Michi geht an Bord (1964, Kinderbuch)
- Kein Pass für Rio (1966, Roman)